# Běloruská státní univerzita informatiky a radioelektroniky
Běloruská státní univerzita informatiky a radioelektroniky (bělorusky Беларускі дзяржаўны ўніверсітэт інфарматыкі і радыёэлектронікі – Belaruski dzjaržaŭny ŭniversitet infarmatyki i radyjoelektroniki, rusky Белорусский государственный университет информатики и радиоэлектроники – Belorusskij gosudarstvennyj universitět informatiki i radioelektroniki) je univerzita v Minsku, hlavním městě Běloruska.
Byla založena v roce 1964 a zaměřuje se na radioelektroniku, telekomunikace a matematickou informatiku. Má přibližně patnáct tisíc studentů.